# 汐留スタイル!
汐留スタイル!（しおどめスタイル!）は、日本テレビで2003年3月31日から2005年3月31日まで放送していた生放送の情報バラエティ番組。略称は「汐スタ」。

## 概要
日本テレビ（関東地区）のこの番組の時間帯は長年もの間、歴代のドラマや、『ルパン三世』・『名探偵コナン』などのアニメなどの再放送又は新作アニメの放送枠だったが、萩原敏雄社長の提案でこの番組がスタートした。ネット局における夕方ワイド番組を逆にキー局が取り入れるという稀なケースである。
主に主婦層をターゲットとしたグルメ・ファッション等の情報や、ゲストとのトークがあった。アシスタントを務める女性タレント（各曜日3〜4名）は、『おトメちゃんズ』と呼ばれた。
番組開始当初は麹町のマイスタジオから放送していたが、日本テレビが汐留に本社を移転してからはタイトル通り汐留から放送していた（ちなみに麹町時代にガレッジセールがゲストの際、ゴリが汐留で放送していると勘違いをして遅刻しそうになった事がある）。
最終回ではCM前に「重大発表」と告知。その告知は最終回だということだったが、最後には新番組「クリック!」の告知がなされた。

## 放送時間
- 2003.3.31 - 番組開始。当初は月曜日から木曜日までの15:50 - 17:00に放送。
- 2003.10.6 - 放送時間が5分縮小し、15:55 - 17:00の放送となる。
- 2004.3.29 - 放送時間が25分拡大され、15:55 - 17:25の放送になる（「ニュースプラス1」が25分縮小）。
- 2004.4.2 - 金曜日にも放送されるようになる。金曜日のみ17:00 - 17:25の放送。

※金曜日はアニメ「それいけ!アンパンマン」が2001年春以降、16:30 - 17:00に放送されており（2013年春より10分繰り上げ）、金曜版開始時も放送枠を動かさなかった。「汐留スタイル!」金曜版があまりに不出来だったためか、後継の「クリック!」・「ラジかる!!」はいずれも月曜日から木曜日までの放送となり、「ニュースプラス1」は金曜日のみ17:00開始に戻る。そして「ニュースプラス1」後継番組の「NNN Newsリアルタイム」は月曜日から木曜日が16:53開始となったのに対し金曜日のみ17:00開始のまま据え置く格好で放送開始した。

## 出演者

### 司会
- 月曜日：オセロ（中島知子、松嶋尚美）
- 火曜日：山咲トオル
- 水曜日：石塚英彦
- 木曜日：セイン・カミュ、石川亜沙美
- 金曜日：青木さやか（チーフおトメちゃんズとして出演）

### アシスタント
以下、すべて日本テレビアナウンサー。
- 月曜日：町田浩徳・炭谷宗佑
- 火曜日：小野寺麻衣・阿部哲子
- 水曜日：藤井恒久・杉上佐智枝
- 木曜日：古市幸子・森圭介
- 金曜日：大杉君枝・右松健太

## 主なコーナー
- スタイル7
  - 曜日のテーマごとに選ばれた情報をベスト7方式で送るコーナー。
- スタイルSHOT
  - ゲストが撮ってきた写真メールとともにトークをするコーナー。2004年3月29日から、このコーナーの中で、“3SHOTダーツ”をやっており、ゲストが3回ダーツを投げ、他の日に来たゲストのダーツの得点と競い合い、1位になれば番組特製のダーツの矢がもらえる。
- TVブックマーク
  - 番組の宣伝を兼ねて、芸能人が自分のおすすめする店を紹介するコーナー。
- 夕刊早読みチェック

## スタッフ
- 構成：沢口義明、上野耕平、カニリカ、千葉昭ほか
- プロデューサー：中村英明、環真吾、内藤和明ほか
- 総合演出：島田総一郎
- 歴代チーフプロデューサー：増田一穂 → 吉田真 → 大山昌作